# Dokumentarfilminitiative
Die Dokumentarfilminitiative (dfi) ist das Forum für den Dokumentarfilm in Nordrhein-Westfalen. Die dfi liefert Informationen, Recherchen und Diskussionen für die dokumentarische Branche, den Nachwuchs und die interessierte Öffentlichkeit. Die dfi ist Teil des Filmbüro NW, des Vereins der Filmemacher in Nordrhein-Westfalen mit über 200 Mitgliedern. Gegründet wurde die dfi 1998. Die Vorgängerinstitution war bis 1997 das Europäische Dokumentarfilm-Institut (EDI). Seit 2009 hat die dfi ihren Sitz in Köln. Die Leitung hat Petra Schmitz inne.

## Veranstaltungen
Mit einem jährlich stattfindenden mehrtägigen Symposium, Workshops und Filmreihen in Kooperation mit anderen Filminstitutionen aus NRW und auf Bundesebene bietet die dfi eine Plattform für die Auseinandersetzung mit der dokumentarischen Praxis.
Dabei stehen aktuelle Tendenzen des künstlerischen Dokumentarfilms im Mittelpunkt. Die Leitfragen der Veranstaltungen gelten den ästhetischen, inhaltlichen und technischen Entwicklungen und immer mehr auch den ökonomischen Rahmenbedingungen der Produktion und der Auswertung. Auskunft geben in den Veranstaltungen Dokumentarfilmer, Produzenten, Verleiher, Redakteure und Filmwissenschaftler.
Ein Arbeitsschwerpunkt der dfi ist die Verbesserung der Situation des Kinderdokumentarfilms in NRW und Deutschland. Dazu gibt es eine ständige Kooperation mit der Kinder- und Jugendfilmsektion der Duisburger Filmwoche und der internationalen Kinder- und Jugendfilmreihe doxs kino! Mit doxs zusammen hat die dfi 2008 das Kinderdokumentarfilmprojekt dok you initiiert.
Alle Ergebnisse – Vorträge, Gespräche und Interviews, thematische Filmlisten, Recherchen – zu allen Veranstaltungen sind auf der Homepage der dfi dokumentiert und durch eine Datenbank erschlossen.

## Buchreihe
Perspektiven und Positionen des künstlerischen Dokumentarfilms bietet die von der dfi herausgegebene Buchreihe »Texte zum Dokumentarfilm«. Es finden sich sowohl Anthologien zu Themen des Dokumentarfilms als auch Monographien mit Texten einzelner Dokumentarfilmer sowie ausführliche Interviews und Werkstattgespräche. Die 14 Ausgaben der »Texte zum Dokumentarfilm« erschienen im Verlag Vorwerk 8 (Berlin) und sind im Buchhandel erhältlich.
Außerdem war die dfi an den DVD-Ausgaben der Edition Filmmuseum »Thomas Heise: Material« und »Gabriele Voss: Schnitte in Raum und Zeit« beteiligt.

## Vernetzungen und Kooperationspartner
Im Beirat der dfi sitzen Christoph Hübner und Gabriele Voss (Dokumentarfilmer), Eva Hohenberger (Ruhr-Universität Bochum), Fosco Dubini (Filmemacher und Produzent) und Werner Ružička (Leiter der Duisburger Filmwoche).
Die dfi ist am Zusammenschluss der Filminstitutionen in NRW, dem Netzwerk Filmkultur, beteiligt.
Kooperationspartner der dfi sind das Haus des Dokumentarfilms (Stuttgart), die Duisburger Filmwoche, die Kinder- und Jugendfilmsektion der Duisburger Filmwoche, das internationale Frauenfilmfestival Dortmund I Köln, die Landeszentrale für politische Bildung NRW, die Arbeitsgemeinschaft Dokumentarfilm, Kunsthochschule für Medien Köln (KHM), die Filmschule (Köln), die Filmwerkstatt Münster, das Filmmuseum München, das Goethe-Institut München sowie der Verlag Vorwerk 8 (Berlin).
Die dfi wird gefördert vom Ministerium für Familie, Kinder, Jugend, Kultur und Sport des Landes Nordrhein-Westfalen und dem Kulturamt der Stadt Köln, Kulturamt.